# Delaware Punch

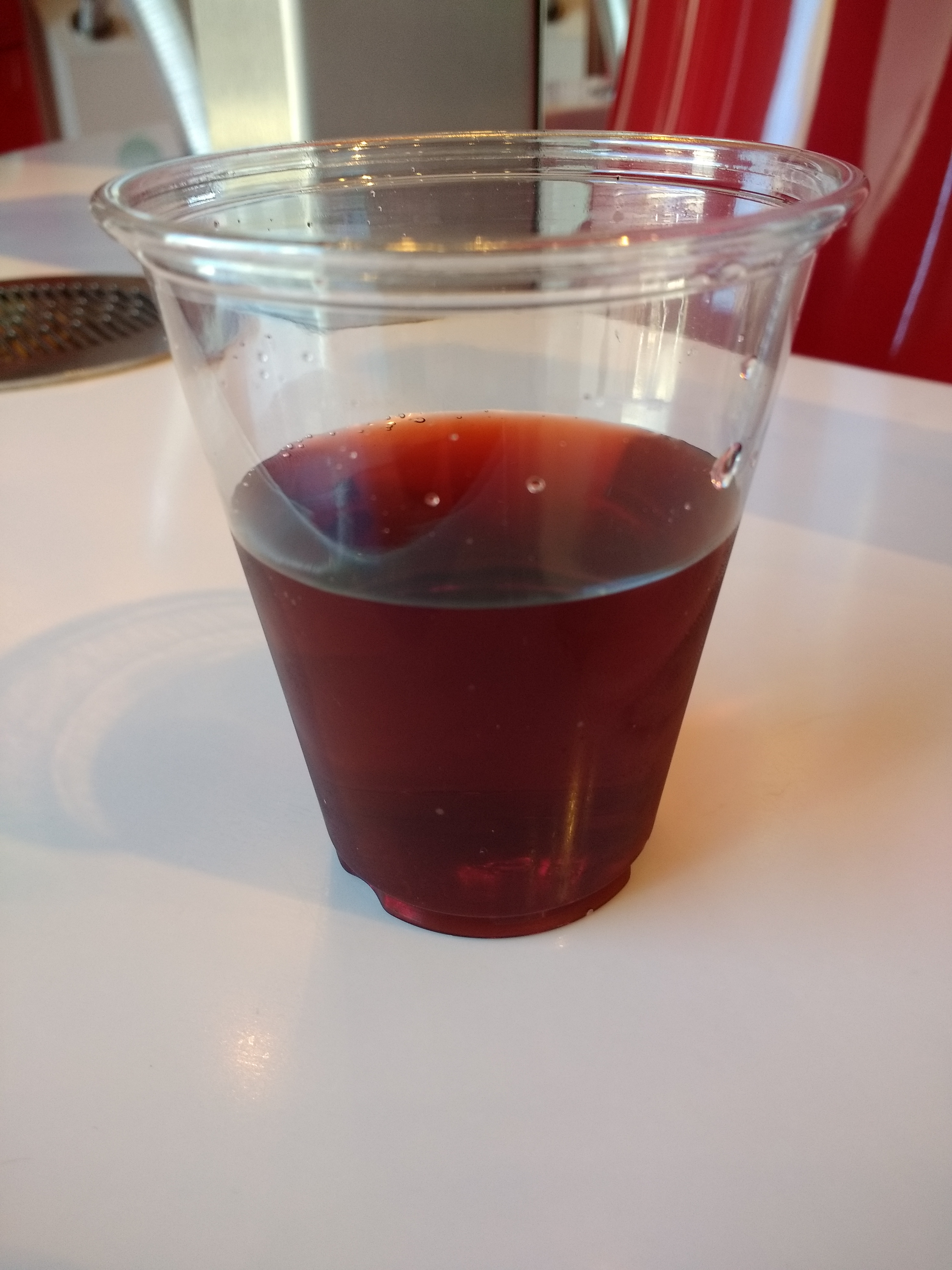
Delaware Punch

Il Delaware Punch è una bibita a base di frutta. La sua formula usa un miscuglio di gusti alla frutta, con la prevalenza dell'uva. Non è gassata ed è senza caffeina.
Delaware Punch fu creato da Thomas E. Lyons nel 1913. La marca è attualmente di proprietà della Coca-Cola Company. È difficile da trovare, ma è ancora venduta in qualche negozio ortofrutticolo in Louisiana, Arkansas, e Texas, e alcuni ristoranti di Houston. Delaware Punch si può trovare anche da alcuni venditori online. La forma imbottigliata è venduta in Guatemala e Messico.
Delaware Punch è così chiamata per la varietà di uva Delaware dalla quale la bevanda prende il suo sapore. L'uva è originaria della Contea di Delaware (Ohio), e la bevanda non ha nulla a che fare con lo stato del Delaware.